# Cooper Beebe
Cooper Beebe (Kansas City, 19 maggio 2001) è un giocatore di football americano statunitense che milita nel ruolo di guardia per i Dallas Cowboys della National Football League (NFL).

## Carriera universitaria
Beebe dispute due partite nella sua prima stagione all’Università statale del Kansas nel 2019. L’anno successivo scese in campo otto volte. Nel 2021 disputò come titolare tutte le 13 partite dei Wildcats, venendo inserito nella formazione ideale della Big 12 Conference. Nel 2023 fu premiato unanimemente come All-American e fu uno dei tre finalisti dell’Outland Trophy, assegnato al miglior uomo di linea interno della nazione.

## Carriera professionistica

### Dallas Cowboys
Beebe fu scelto nel corso del terzo giro (73º assoluto) del Draft NFL 2024 dai Dallas Cowboys. Debuttò come professionista partendo come titolare nella gara del primo turno vinta contro i Cleveland Browns. La sua stagione da rookie si chiuse con 16 presenze, tutte come titolare.